# Brixia pulla
Brixia pulla är en insektsart som beskrevs av Frederick Arthur Godfrey Muir 1925. Brixia pulla ingår i släktet Brixia och familjen kilstritar.
Artens utbredningsområde är Mauritius. Inga underarter finns listade i Catalogue of Life.